# 元文通
元文通（げんぶんとおり）は、愛知県名古屋市南区の地名。

## 歴史

### 町名の由来
元文年間（1736年から1741年）に開発された忠治新田の一部分であることに由来するという。

### 沿革
- 1939年（昭和14年）7月20日 - 南区豊田町の一部により、同区元文通が成立[4]。
- 1964年（昭和39年） - 市営豊田荘建設[2]。
- 1993年（平成5年）11月22日 - 南区忠次一丁目・忠次二丁目に編入され消滅[5]。